# Capulhuac
Capulhuac é um município do estado de México, no México.